# Canals (Espagne)
Pour les articles homonymes, voir Canals.
Canals (en valencien et en castillan) est une commune d'Espagne de la province de Valence dans la Communauté valencienne. Elle est située dans la comarque de la Costera et dans la zone à prédominance linguistique valencienne.

## Géographie

Localisation de Canals
dans la Communauté valencienne.
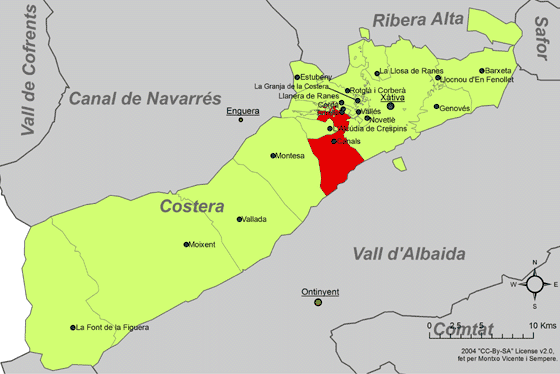
dans la comarque de la Costera.

### Accès
Depuis Valence, on accède à cette localité par l'A-7 espagnole.

### Localités limitrophes
Le territoire municipal de Canals est voisin de celui des communes suivantes :
L'Alcúdia de Crespins, Aielo de Malferit, Cerdà, La Granja de la Costera, Llanera de Ranes, Montesa, L'Olleria, Torrella, Vallés et Xàtiva, toutes situées dans la province de Valence

### Climatologie
Le climat est méditerranéen, bien que par sa situation relativement éloignée de la côte et situé dans des vallées, les étés soient plus chauds que dans d'autres zones de la Communauté valencienne; comme Xàtiva, Canals enregistre fréquemment les maxima de température de toute la région en été.

## Histoire
Sa fondation est estimée entre 1340 et 1350. Canals fut très important durant la domination musulmane. Sa situation privilégiée ainsi que la présence de deux rivières (le Cáñoles et le Sants) lui garantissaient des terres fertiles. C'est à cette époque que furent construits les canaux d'irrigation, qui sont en grand nombre dans la commune. Dans la province de Lérida une localité du même nom existe, et il n'est pas exclu que l'origine des colons à la suite de la Reconquista ait déterminé le nom de la localité, comme cela arriva dans le cas d'autres municipalités valenciennes. Conquis par la Couronne d'Aragon et repeuplé en majorité par des catalans, Canals conserve, comme une grande partie de la communauté, la langue, la culture et l'histoire de ces derniers.
Dans la « Tour » (« La Torre ») de Canals (à présent un quartier de la ville) naquit le Pape Calixte III en 1378.

## Démographie
| 3.079 | 4.443 | 4.695 | 4.857 | 4.967 | 5.261 | 5821 | 6.176 | 7.350 | 9.080 | 11.151 | 12.185 | 12.886 | 13.040 | 13.150 |

## Administration
Liste des maires, depuis les premières élections démocratiques.
| Législature | Nom du Maire                                                           | Parti politique     |
| ----------- | ---------------------------------------------------------------------- | ------------------- |
| 1979-1983   | Marcelo Pastor Barberá                                                 | PSPV-PSOE           |
| 1983-1987   | Rafael Trave Vera                                                      | PSPV-PSOE           |
| 1987-1991   | Rafael Trave Vera                                                      | PSPV-PSOE           |
| 1991-1995   | Antoni Mira Navarro                                                    | PSPV-PSOE           |
| 1995-1999   | Vicent Felipe Cuenca                                                   | PP                  |
| 1999-2003   | Vicent Felipe Cuenca                                                   | PP                  |
| 2003-2007   | Pascual Durá B./Vicent Sancho F.                                       | GdC(Gent de Canals) |
| 2007-2011   | Ricardo Cardona                                                        | PP                  |
| 2011-2015   | Ricardo Cardona                                                        | PP                  |
| 2015-2019   | Joan Carles Pérez Pastor (2015-2017) Ricardo Requena Muñoz (2017-2019) | Comprómis           |
| 2019-2023   | María José Castells Villalta                                           | Comprómis           |
| 2023-2027   | Nacho Mira Soriano                                                     | PP                  |

## Économie
Les principales cultures sont les pommes de terre, le maïs, les cacahuètes, les oignons, les melons, le tabac et les fraises. La culture la plus étendue est l'orange (différentes variétés). Sur les terrains non irrigués on trouve des caroubiers et des amandiers.
La principale activité économique est l'industrie textile, avec une vingtaine d'usines. Le tannage du cuir constitue une activité traditionnelle. On y élabore également de l'huile d'olive, de la farine, des meubles, des boîtes de carton, des matériaux de construction (en particulier le plâtre), etc.

## Patrimoine
- Oratoire des Borgia, (XIIIe siècle).
- Route des Borgia

### Sources
- (es) Cet article est partiellement ou en totalité issu de l’article de Wikipédia en espagnol intitulé « Canals (Valencia) » (voir la liste des auteurs).